# Tiro com arco nos Jogos Olímpicos de Verão de 1976 - Individual feminino
A prova individual feminina do tiro com arco nos Jogos Olímpicos de Verão de 1976 de 27 a 30 de julho daquele ano no Olympic Archery Field, Joliette, Canadá. O evento consistiu em uma rodada dupla FITA. Para cada rodada, o arqueiro disparou 36 flechas em cada uma das quatro distâncias – 70, 60, 50 e 30 metros. A pontuação mais alta para cada flecha foi de 10 pontos, dando um máximo possível de 2.880 pontos. 16 nações enviaram 27 atletas para a competição feminina de tiro com arco.

## Recordes
Os seguintes novos recordes olímpicos foram estabelecidos durante esta competição.
| Recorde      | Rodada    | Nome         | Nação              | Pontuação | OR |
| ------------ | --------- | ------------ | ------------------ | --------- | -- |
| Rodada única | Segundo   | Darrell Pace | USA Estados Unidos | 1307      | OR |
| Rodada dupla | Combinado | Darrell Pace | USA Estados Unidos | 2571      | OR |

## Medalhistas
Luann Ryon, dos Estados Unidos, quebrou os dois recordes olímpicos de sua compatriota Doreen Wilber no evento (rodada FITA e rodada dupla FITA) em seu caminho para a segunda medalha de ouro consecutiva para uma americana na competição feminina. As mulheres soviéticas Valentina Kovpan e Zebiniso Rustamova repetiram a medalha de bronze de 1972 e também ganharam a medalha de prata.
| Ouro   | USA Luann Ryon         |
| Prata  | URS Valentina Kovpan   |
| Bronze | URS Zebiniso Rustamova |

## Resultados
| Pos. | Arqueira             | País                   | Rodada 1 Pts | Parcial | Rodada 2 Pts | Parcial | Total     |
| 1    | Luann Ryon           | USA Estados Unidos     | 1217         | 1       | 1282 (RO)    | 1       | 2499 (RO) |
| 2    | Valentina Kovpan     | URS União Soviética    | 1182         | 7       | 1278         | 2       | 2460      |
| 3    | Zebiniso Rustamova   | URS União Soviética    | 1202         | 3       | 1205         | 7       | 2407      |
| 4    | Jang Sun Yong        | KOR Coreia do Sul      | 1200         | 5       | 1205         | 6       | 2405      |
| 5    | Lucille Lemay        | CAN Canadá             | 1181         | 8       | 1220         | 3       | 2401      |
| 6    | Jadwiga Wilejto      | POL Polônia            | 1200         | 4       | 1195         | 9       | 2395      |
| 7    | Linda Myers          | USA Estados Unidos     | 1180         | 9       | 1213         | 5       | 2393      |
| 8    | Maria Urban          | FRG Alemanha Ocidental | 1216         | 2       | 1160         | 15      | 2376      |
| 9    | Leane Suniar         | INA Indonésia          | 1134         | 15      | 1218         | 4       | 2352      |
| 10   | Han Sun Hi           | KOR Coreia do Sul      | 1163         | 10      | 1184         | 11      | 2347      |
| 11   | Anna-Lisa Berglund   | SWE Suécia             | 1199         | 6       | 1141         | 17      | 2340      |
| 12   | Franca Capetta       | ITA Itália             | 1152         | 13      | 1187         | 10      | 2339      |
| 13   | Lena Sjoholm         | SWE Suécia             | 1123         | 19      | 1199         | 8       | 2322      |
| 14   | Minako Sato          | JPN Japão              | 1128         | 17      | 1180         | 13      | 2308      |
| 15   | Carole Toy           | AUS Austrália          | 1123         | 20      | 1182         | 12      | 2305      |
| 16   | Wanda Allen          | CAN Canadá             | 1154         | 12      | 1149         | 16      | 2303      |
| 17   | Christine Ventrillon | FRA França             | 1163         | 11      | 1135         | 19      | 2298      |
| 18   | Am. Kaewbaidhoon     | THA Tailândia          | 1110         | 21      | 1172         | 14      | 2282      |
| 19   | Ida Dapoian          | ITA Itália             | 1147         | 14      | 1135         | 20      | 2282      |
| 20   | Irena Szydłowska     | POL Polônia            | 1127         | 8       | 1137         | 18      | 2264      |
| 21   | Patricia Conway      | GBR Grã-Bretanha       | 1131         | 16      | 1126         | 21      | 2257      |
| 22   | Natjav Dariimaa      | MGL Mongólia           | 1105         | 22      | 1104         | 22      | 2209      |
| 23   | Rachael Fenwick      | GBR Grã-Bretanha       | 1095         | 23      | 1104         | 23      | 2199      |
| 24   | Gombosure Enkhtaivan | MGL Mongólia           | 1062         | 25      | 1094         | 24      | 2156      |
| 25   | Maureen Adama        | AUS Austrália          | 1076         | 24      | 1038         | 25      | 2114      |
| 26   | Kyoko Yamazaki       | JPN Japão              | 1060         | 26      | 1034         | 26      | 2094      |
| 27   | María Medina         | PUR Porto Rico         | 962          | 27      | 1031         | 27      | 1993      |